# Dickichtratten
Die Dickichtratten (Thamnomys) sind eine Nagetiergattung aus der Gruppe der Altweltmäuse (Murinae). Die Gattung umfasst drei Arten. 
Die Kopfrumpflänge der Dickichtratten beträgt 12 bis 16 Zentimeter, der Schwanz wird 16 bis 22 Zentimeter lang und das Gewicht beträgt 50 bis 100 Gramm. Das Fell ist häufig lang und weich, es ist am Rücken rötlichbraun bis dunkelbraun gefärbt, der Bauch ist weißlich-grau. Der lange Schwanz ist behaart.
Diese Nagetiere kommen nur in den Gebirgswäldern im Grenzgebiet der Demokratischen Republik Kongo, Ugandas, Ruandas und Burundis vor. Sie sind nachtaktiv und schlafen in selbstgemachten Blätternestern, die sie in hohlen Baumstämmen errichten. Sie leben vermutlich einzelgängerisch. Ihre Nahrung besteht aus Blättern und Samen.
Wilson & Reeder (2005) unterscheiden folgende drei Arten:
- Thamnomys kempi im Gebiet der Virunga-Vulkane und angrenzender Bergländer,
- Thamnomys major in der Region Kivu in der Demokratischen Republik Kongo (von dieser Art ist nur ein Exemplar bekannt) und
- Thamnomys venustus im Ruwenzori-Gebiet.

Systematisch sind die Dickichtratten Teil der Oenomys-Gruppe innerhalb der Altweltmäuse.
Die IUCN listet T. kempi und T. venustus als „gefährdet“ (vulnerable), T. major wird nicht anerkannt.